# Xylocopa nobilis
Xylocopa nobilis är en biart som beskrevs av Smith 1859. Xylocopa nobilis ingår i släktet snickarbin, och familjen långtungebin. Inga underarter finns listade i Catalogue of Life.